# Psicodiagnostica
La psicodiagnostica è la disciplina che si occupa della valutazione e della diagnostica psicologica, personologica e psicopatologica, attraverso l'uso di un repertorio integrato di questionari, inventari di personalità, batterie e tecniche testistiche (psicometriche e proiettive), colloqui clinici, esami neuropsicologici e valutazioni osservative; il tipo di tecniche e strumenti usati variano di volta in volta, in base al contesto e dallo scopo della valutazione, all'età ed al tipo di eventuali difficoltà dei soggetti valutati, ed all'orientamento teorico e formazione specialistica del valutatore.
Anche se tutti gli psicologi (in particolare, ma non solo, quelli clinici) hanno una formazione tecnica di base e la relativa autorizzazione di Legge (L.56/89) per lo svolgimento dell'attività psicodiagnostica, la complessità ed articolazione tecnica di alcuni dei suoi sottosettori applicativi e/o di diverse tecniche psicodiagnostiche consiglia, a volte, il conseguimento di un'ulteriore formazione specialistica post lauream negli specifici ambiti di interesse (ad es., nell'ambito neuropsicologico, psicoterapeutico, giuridico, per l'uso di specifici proiettivi, etc.).

## Descrizione

### Valutazione psicologica e psichiatrica
Si deve in primo luogo chiarire la distinzione tra valutazione psichiatrica e psicologica.
In ambito psichiatrico, la valutazione "classica" è solitamente di tipo nosologico e psicopatologico, ed è effettuata attraverso un colloquio clinico ed anamnestico, eventualmente integrato dalla somministrazione di scale di rilevazione della sintomatologia psichiatrica. L'obiettivo è quello di definire una diagnosi psichiatrica, spesso secondo i criteri nosografici delle classificazioni internazionali del DSM-5 o dell'ICD-10.
La diagnostica psicologica può essere invece di tipo più ampio: oltre che alla rilevazione di sintomatologia psicopatologica, infatti, la psicodiagnosi può essere riferita anche alla valutazione di aspetti e processi della personalità, alla valutazione di atteggiamenti, modalità relazionali, livello e tipologia di competenze cognitive, struttura di personalità, ecc. Per questi fini, i due test maggiormente utilizzati in psicodiagnostica psicologica e psichiatrica sono il test di Rorschach, che rileva la struttura della personalità e il test di appercezione tematica che rileva il modo in cui un individuo struttura le relazioni interpersonali. Non solo; quest'ultimo fa luce anche sui bisogni, sugli interessi, le aspirazioni e i valori di un individuo. 
Frequentemente, nei modelli della diagnostica psichiatrica classica si integrano quindi strumenti e tecniche mutuate dalla pratica diagnostica di matrice psicologico-clinica.

### Gli aspetti relazionali del processo psicodiagnostico
L'uso dei test, e più in generale dei presidi psicodiagnostici, rappresenta spesso uno dei versanti funzionali principali nella fase d'avvio del lavoro clinico. Ma, oltre ad essere uno dei momenti di avvio degli assetti relazionali che sottendono la costituzione dell'alleanza terapeutica, i presidi psicodiagnostici possono avere un ruolo funzionale ben articolato anche in molte delle fasi successive del lavoro clinico, sia come rivalutazioni in itinere, che come follow-up nel periodo posteriore alla conclusione della presa in carico.
La semplice “competenza tecnica” nell'uso di test e reattivi non è però sufficiente per garantire un'adeguata attivazione della fase diagnostica del processo clinico; prima ed accanto alla “competenza tecnica” è necessaria un'attenta “competenza relazionale” nel loro uso, ovvero la capacità di costituire relazionalmente una “cornice di significato” adeguata, sia per il terapeuta che per il paziente, in merito all'uso di tali presidi ed all'esecuzione di tali procedure.
L'assetto psicodiagnostico non deve quindi mai essere condotto in maniera acritica o meccanica, perché la sua semplice esecuzione, con gli spazi di dubbio, perplessità, aspettativa o ansia che suscita nel paziente, incide direttamente sullo spazio relazionale che si sta costituendo tra terapeuta e paziente, e la sua cattiva gestione può causare effetti negativi sulla successiva costituzione dell'alleanza di lavoro.
La stessa somministrazione non può mai essere ritenuta un atto “oggettivo”, emotivamente neutrale: la semplice esecuzione di un reattivo o una batteria testistica, e le riflessioni, rappresentazioni e fantasie che questo può suscitare nel paziente che vi si sottopone, divengono materiali clinici di una certa rilevanza, che possono e devono essere discussi col paziente prima e/o dopo la somministrazione. 
In altri termini, anche il semplice atto di somministrazione di un test non è mai “relazionalmente neutrale”, ed il clinico deve esserne ben consapevole e pronto a discutere, insieme al paziente, i processi psicologici che questa valutazione può avere implicitamente attivato.

### L'assessment in psicologia clinica
Per "assessment" s'intende la valutazione globale e differenziale del paziente, nell'unicità e complessità psicologica che lo caratterizza, considerando anche le sue risorse e i suoi limiti.
La parola assessment deriva dal latino assidere, "sedere come giudice" e anche da assise, "sessione di giudici nei municipi", infatti tradotta dall'inglese significa appunto "valutare, stimare, giudicare"; si può anche rendere come: "accertare il valore (di qualcosa), fare il bilancio (di qualcosa)" per enfatizzare l'aspetto processuale (in termini psicologici) e non immediato della valutazione.
In psicologia clinica l'accento dato all'assessment è più spostato sul rapporto individuale clinico-paziente, si parla infatti di personality-assessment per indicare principalmente un «processo informale di acquisizione di conoscenza, di comprensione e di descrizione delle persone» ma anche «un tipo particolare di attività scientifica e professionale, caratterizzata dall'utilizzo delle metodiche di analisi e misurazione della personalità». In altre parole, nella valutazione individuale, l'assessment costituisce un processo di valutazione, documentazione delle competenze e del potenziale, governato dalla peculiare capacità dello psicologo di comprendere empaticamente lo stato emotivo, il vissuto interiore della persona e di ricostruirne così un profilo a 360° che comprenda aspetti profondi, relazionali e sociali.
La prassi dell'assessment comporta due fasi:
1. Misurazione: si effettuano una serie di test psicodiagnostici standardizzati per raccogliere informazioni necessarie alla seconda fase e per avere un riferimento di partenza con cui confrontare i dati successivamente ottenuti somministrando gli stessi test durante ed alla fine del percorso di cura (studi longitudinali).
2. Ipotesi: i dati raccolti nella prima fase, assieme a una impressione globale che il clinico si fa del paziente, consentono[4] di formulare ipotesi riguardo:
  - al sussistere di evidenti relazioni tra i disturbi;
  - alle situazioni nelle quali cresce la probabilità che il disturbo si manifesti;
  - all'origine del disturbo, i processi implicati e i meccanismi che lo governano, tecnicamente: l'eziopatogenesi;
  - alle probabilità di successo delle diverse strategie terapeutiche che si hanno a disposizione;
  - alle tecniche e gli strumenti più adeguati a sostenere il trattamento.

Risultano molto utili i test situazionali o di role-playing, che simulano una situazione (direttamente o indirettamente collegata all'ipotesi circa l'eziopatogenesi del disturbo) nella quale viene richiesto al cliente di elaborare una strategia, trovare una soluzione, oppure si misura la sua risposta emotiva per capire meglio il suo vissuto interiore, esistenziale, se sussiste un rapporto a livello profondo con il problema e il suo grado di fissazione.
Secondo gli psicologi Francesco Rovetto e Paolo Moderato questa prassi standard dovrebbe consentire di:
- ricostruire i meccanismi e i processi che sottendono i problemi (o disturbi lamentati);
- individuare e concordare con il paziente sia gli obiettivi immediati sia quelli di medio/lungo periodo relativi all'eventuale trattamento;
- identificare le modalità di intervento più appropriate, per fare fronte ai problemi del soggetto in maniera efficace e duratura;
- decidere circa le possibilità e le opportunità di una presa in carico.

## Tecniche psicodiagnostiche

### Questionari
I questionari possono essere del tipo più vario, sia come lunghezza (numero di item), che come struttura (anche se sono solitamente a risposta multipla o su Scala Likert). Per la loro flessibilità operativa vengono utilizzati per esplorare un gran numero di ambiti: aspetti clinici, relazionali, di atteggiamento, di competenza. Possono essere specificatamente diretti per lo studio di particolari costrutti teorici (ansia, aggressività, etc.).
La preparazione e validazione dei questionari richiede sempre un lavoro preparatorio di tipo psicometrico, ed un loro adeguamento in base agli esiti delle somministrazioni pilota (standardizzazioni, tarature, semplificazioni basate su estrazioni di fattori, eventuali traduzioni con back-translation, riformulazione e riorganizzazione degli item, etc.).

### Scale psicopatologiche
Le "scale psicopatologiche" sono solitamente questionari auto o etero-somministrati, con un numero di item ("domande") assai variabile, che rilevano la presenza, la frequenza e l'intensità di sintomatologie di interesse psicopatologico o psichiatrico, sia isolate che sotto forma di sindromi.
Esempi classici: il Mini-Mental Test, la Symptom Checklist-90 (SCL-90), l'MMPI-1/2.
Sono spesso usati per un primo screening di massa, o per un rapido monitoraggio "ad ampio spettro" dell'eventuale sintomatologia presentata da un paziente in un contesto psichiatrico o di consultazione.
In altri casi, le scale vengono costruite in maniera specifica per evidenziare un particolare costrutto o sindrome psicopatologica: in questo caso sono utilizzati in maniera "mirata" per approfondire frequenza ed intensità dei sintomi nei soggetti che si ritengono manifestare il problema. 
Esempi: Beck Depression Inventory (BDI), Mississippi Scale for Post-Traumatic Stress Disorder.

### Test psicologici

#### Test di Livello
I Test di Livello sono test psicologici a forte base psicometrica, che vengono utilizzati per valutare il livello e la tipologia di capacità cognitive e di "livello intellettivo" (da cui il nome) del soggetto. I principali test di livello sono internamente costituiti da vari "subsets" di item (domande), che valutano differenti tipi di capacità cognitive (logiche, linguistiche, numeriche, spaziali, etc.).
Vengono usati soprattutto nella valutazione attitudinale, nell'ambito selettivo ed educativo, ed occasionalmente in ambito clinico, soprattutto nella clinica dei disturbi cognitivi.
I più noti sono la WAIS (Wechsler Adult Intelligence Scale), le Matrici di Raven e la WISC-R.

#### Test di personalità
I Test di Personalità sono strumenti clinici utilizzati per valutare costrutti e dimensioni relative alla personalità. Ne esistono di tipi e categorie molto differenziati, in base sia al tipo di paradigma personologico che li ha generati (e sulla cui matrice teorica quindi si basano, più o meno implicitamente), sia al tipo di costrutti che vengono valutati: costrutti o tratti di personalità specifici (tipicamente è il caso delle valutazioni di area cognitiva), o valutazioni globali (più frequentemente associate a valutazioni di tipo psicodinamico).

##### Inventari e scale di personalità
Nell'ambito dei test di personalità, gli Inventari di Personalità sono solitamente test di valutazione piuttosto ampi, basati su un paradigma personologico di ambito cognitivo o di "teoria dei tratti". Sono utilizzati sia per la valutazione personologica nella ricerca, sia nelle valutazioni cliniche. Esempi tipici sono il California Personality Inventory (CPI) ed il Millon Adolescent Personality Inventory (MAPI).
L'MMPI-2, solitamente presentato come "test di personalità", lo è solo in maniera molto marginale, e solo nella prospettiva di una riduttiva "teoria dei tratti" (essendo maggiormente un test di screening psicopatologico).
Le Scale di Personalità sono simili agli Inventari, ma sono solitamente più ridotte sia come dimensioni che come "focus di analisi" (solitamente poche dimensioni, tratti o costrutti di personalità). Tra le più note: il 16PF (16 Personality Factors) di Cattell; l'EPQ (Eysenck Personality Questionnaire); l'MBTI (Myers-Briggs Type Indicator).

##### Test di personalità proiettivi
I test proiettivi di personalità sono una tipologia di test di personalità che si basa su meccanismi di tipo "proiettivo", attraverso la proposizione di materiale non strutturato o scarsamente strutturato al soggetto, e minori vincoli nella produzione di risposte da parte sua. Nonostante l'apparente "destrutturazione" degli stessi, sono solitamente accompagnati da modalità ben definite e standardizzate di codifica ed analisi delle risposte fornite (siglatura), e da specifici criteri di valutazione, basati su ricerche empiriche.
Sono utilizzati soprattutto in contesto psicodinamico, per valutazioni globali di personalità (o l'approfondimento di specifiche tematiche personologiche, relazionali e/o psicopatologiche).
Tra i più noti ed utilizzati test proiettivi vi sono il Test di Rorschach, il Thematic Apperception Test (TAT) ed il Children Apperception Test (CAT).

##### Tecniche per lo studio dei costrutti personali
Le tecniche diagnostiche dei costrutti personali sono tecniche di ambito teorico costruttivista, finalizzate all'elicitazione e studio della struttura del sistema dei costrutti personali del paziente. L'analisi dei sistemi di costrutti personali permette la comprensione del sistema di significati con cui il soggetto costruisce le proprie rappresentazioni valoriali, conative e relazionali. Le varie tecniche costruttiviste, pur avendo una marcata enfasi semantica e qualitativa, prevedono specifici criteri standardizzati di somministrazione ed interpretazione clinica. Le tre tecniche più usate in quest'ambito sono: la Griglia di Repertorio (Repgrid), che, essendo basata su una matrice di correlazione, fornisce un risultato di tipo quantitativo; l'Autocaratterizzazione, una tecnica di tipo narrativo che fornisce un risultato di tipo qualitativo; le Piramidi di Landfield, che forniscono una rappresentazione gerarchica categoriale dei costrutti personali.

### Colloquio clinico
I colloqui clinici sono lo strumento principale di impostazione, svolgimento e restituzione della valutazione psicodiagnostica. Solitamente, l'intero processo valutativo si articola su 2/4 incontri, detti di "consultazione psicodiagnostica"; questi sono spesso (anche se non sempre) strutturati con un primo colloquio di inquadramento e valutazione, 1-2 incontri per la somministrazione di reattivi e testistica, ed 1-2 incontri di ulteriore sintesi dei relativi risultati ed approfondimento clinico. Al termine di questa consultazione, il clinico si è fatto un'idea della situazione e propone al paziente una "restituzione" e, se necessario, una proposta di trattamento o di invio a strutture diverse.
I colloqui clinici possono essere impostati secondo diverse modalità di svolgimento, in base al contesto, alle necessità cliniche ed alla formazione teorica del clinico che lo esegue. Spesso, sono orientati in maniera non strutturata (ovvero, lasciando la persona libera di esporre le proprie problematiche, con un minimo intervento da parte del clinico) o semistrutturata (il clinico esplora alcune aree relative alla problematica esposta, alla situazione personale e contestuale del paziente, alla sua domanda di intervento, alla motivazione al trattamento, etc.). In entrambi i casi, il clinico raccoglie ed ordina gli elementi utili a comprendere al meglio il senso della richiesta del paziente, e gli aspetti fondamentali della sua situazione personale, per poi effettuare delle conseguenti proposte di presa di carico o di "invio" ad altri professionisti/strutture.

### Test neuropsicologici
L'assessment (valutazione) neuropsicologico è finalizzato alla diagnosi di eventuali difficoltà neurocognitive, derivanti da deficit e lesioni encefaliche (post-traumatiche, post-ictus, legate a tumori, etc.) o da forme di demenza (deterioramenti cognitivi, Mild Cognitive Impairment/MCI, malattia di Alzheimer, Malattia di Pick, etc.). Solitamente vengono somministrati vari test riuniti in batterie, che esplorano i vari ambiti di elaborazione cognitiva dell'informazione, permettendo così una valutazione approfondita del tipo di eventuali difficoltà cognitive (afasie, aprassie, alessie, amnesie, agrafie, agnosie, etc.), criteriando al meglio le strutture neurocognitive che potrebbero essere state coinvolte da deficit funzionali. L'uso può quindi essere rivolto sia ad applicazioni di neuropsicologia clinica che di neuropsicologia sperimentale.
È spesso accompagnato o anticipato da altre valutazioni neurologiche e di neuroimaging, di tipo clinico e strumentale (visite cliniche, RX cranio, EEG, RMN Encefalo, TC encefalo, SPECT), ed a volte dall'applicazione di test di livello intellettivo (integrali o per subscale), quali la WAIS - Wechsler Adult Intelligence Scale.

### Assessment psicofisiologico
L'assessment psicofisiologico è una specifica parte dell'esame psicodiagnostico dedicata alla valutazione delle risposte psicofisiologiche del cliente. Comprende sezioni che misurano:
- la conduttanza cutanea (SCR);
- la temperatura periferica cutanea;
- la frequenza cardiaca (FC);
- la pressione sistolica e diastolica;
- la frequenza respiratoria;
- l'attività mioelettrica attraverso elettromiogramma (EMG; solitamente interessa i muscoli del viso: zigomatico e corrugatore);
- la respirazione: test di respirazione cadenzata (paced respiration test) allo scopo di individuare alterazioni stabili nel tono vegetativo di base;
- la risposta emozionale, ovvero la reattività psicofisiologica in condizioni emotigene[5] (diapositive emotigene piacevoli, spiacevoli e neutre o con contenuto legato al trauma; immaginazione guidata di situazioni emozionali specifiche (legate al trauma) ed aspecifiche (casuali); resoconto verbale della situazione stressante).

## Ambiti applicativi

### Ambito psicotecnico/selettivo
L'ambito psicotecnico (ovvero di selezione e valutazione delle competenze lavorative) è stato uno dei primi ambiti in cui storicamente sono stati sviluppati strumenti di assessment. Anche se viene considerato abitualmente un ambito applicativo proprio della psicologia del lavoro, spesso nei contesti di selezione o di valutazione del potenziale vengono utilizzati specifici strumenti psicodiagnostici cartacei (questionari, scale, test di livello), colloqui motivazionali e, molto spesso, strumenti di valutazione delle capacità gestionali e relazionali basati su forme di role-playing, di simulazione in-basket o su scenari realistici, e di dinamiche di gruppo (a volte unificate nelle cosiddette procedure di Assessment Center).

### Ambito educativo
In psicologia dello sviluppo, dell'educazione e delle disabilità si ricorre di frequente all'uso di strumenti psicodiagnostici per la valutazione del livello intellettivo, delle capacità cognitive, delle competenze metacognitive e delle eventuali problematiche emotive e cognitive correlate a situazioni di problematicità e/o disabilità fisico/psichica.

### Ambito di ricerca clinica
L'ambito della ricerca clinica è uno degli ambiti di maggiore rilevanza teorica. Con essa si intendono sia gli studi di validazione e taratura degli strumenti testistici (ricerca centrata sullo strumento), sia la ricerca clinica di approfondimento su processi psicologici e/o psicopatologici attraverso l'uso di strumenti psicodiagnostici. In entrambi questi casi, solitamente, l'attenzione non è sull'approfondimento della situazione clinico-diagnostica individuale, ma sulla raccolta di dati aggregati da campioni sufficientemente ampi e rappresentativi, al fine di derivarne inferenze generalizzabili (ad esempio, nel contesto della ricerca sui fattori di rischio o protettivi di determinate problematiche, sulla loro epidemiologia, etc.)

### Ambito clinico/psicopatologico
L'ambito clinico-psicopatologico è forse il più conosciuto ambito applicativo della psicodiagnostica. L'attività di diagnostica è infatti essenziale, in tali contesti, per definire e delineare le problematiche portate all'attenzione del clinico, esplorandone l'articolazione funzionale, e facilitando la considerazione e valutazione degli aspetti strutturali delle eventuali difficoltà psicologiche o dei disturbi psicopatologici del paziente. La pratica valutativa di ambito clinico è, per certi aspetti, la più ampia e complessa, e prevede la possibilità di integrare numerosi tipi di strumenti e approcci in base alle aree da indagare: dai colloqui clinici fino alle scale di valutazione della sintomatologia psichiatrica.
A differenza degli ambiti di selezione o di ricerca (caratterizzati da un approccio nomotetico), il focus della valutazione clinica è più idiografico, ed è concentrato sulla specificità del paziente, di cui vengono valutate in profondità le eventuali difficoltà psicopatologiche e le caratteristiche di personalità, al fine di pianificare al meglio la conseguente presa in carico clinica.
Oltre alla valutazione psicodiagnostica iniziale, si eseguono spesso anche delle rivalutazioni regolari nel tempo, per monitorare gli andamenti di un trattamento psicoterapeutico, le evoluzioni della sintomatologia, ecc.

### Ambito forense
La valutazione psicologica a scopo legale, peritale o assicurativo (perizie civilistiche o penalistiche come Consulente Tecnico d'Ufficio (CTU) o Consulente Tecnico di Parte (CTP), valutazioni del danno esistenziale, valutazione delle capacità cognitive, valutazioni di idoneità per le adozioni e gli affidamenti, valutazioni di idoneità alla guida di autoveicoli, etc.), pur se risponde agli stessi criteri di base delle valutazioni psicodiagnostiche generali, si struttura secondo modalità differenti. In tali casi, infatti, la valutazione è indirizzata a uno scopo legale e non clinico, ed il soggetto valutato non è il "referente finale" della valutazione stessa (che viene invece solitamente diretta o utilizzata a fronte dell'autorità giudiziaria, o a una commissione di valutazione medico-legale). Questo modifica alcuni degli assetti sia formali che deontologici della procedura psicodiagnostica, ed implica una serie di conseguenze a livello dei processi psicologici coinvolti nell'attivazione delle procedure diagnostiche stesse e della relazione psicologo valutatore / soggetto valutato.
La complessità e delicatezza di tali procedure, anche sotto un profilo normativo e professionale (le perizie, ad esempio, devono rispondere a particolari criteri formali e metodologici), implicano spesso, per gli psicologi che se ne interessano, la necessità di svolgere adeguati periodi formativi post lauream nell'ambito della psicologia giuridica, ed il rispetto di specifiche linee-guida deontologiche e operative.